# Riang Gede
Riang Gede is een bestuurslaag in het regentschap Tabanan van de provincie Bali, Indonesië. Riang Gede telt 2447 inwoners (volkstelling 2010).